# Bakith Péter
Laki báró Bakith Péter 5 testvérével II. Lajos király idején Rácország-ból költözött az országba, a török elől menekülve.
II. Lajos király a testvéreket vitézségükért nemességgel és Lak (napjainkban Öreglak) településsel ajándékozta meg.
Péter Szombathely várát tartotta kezében, mely a győri püspökségé volt.
1542-ben az országgyűlés még a királyt is megsürgette, hogy Pétert más javakkal kielégítse, s az említett várat a püspökség visszaszerezhesse.
1544-ben I. Ferdinánd Péternek levelében - a németújvári, szintén Szombathelyhez tartozó tized helyett évenként 200 ftot igért, aki a Héderváry javakat nem akarta kibocsátani, pedig arra 1543-ban Pozsonyban kelt ítélet kötelezte.
1543-ban ott volt a smalkaldi hadban, s Nyáry betegeskedése után azt vezényelte is. Itt vitézül harcolt, elfogta Frigyes szász herceget, majd Prága ellen vonult, s el is foglalta azt.
1552-ben jelen volt Szeged visszafoglalásánál is.
I. Péter még élt 1582-ben is. Neje: 1. Pilisperger Anna volt, kitől Anna (Révay Mihályné), és II. Pál nevű fia született, mely az oklevelek adatai szerint részt vett Miksa koronázásán is, s 1597-ben a hadi kiadások megvizsgálására volt kinevezve.
2. neje Sárkány Orsolya volt, kitől II. Mihály (1578. 1597) nevű fia született.
E II. Mihálynak fia volt II. Péter, akiről feljegyezték, hogy Révay Ferenc nejét Forgách Zsuzsannát Holics várából éjnek idején elrabolta és nejéül megtartotta. Emiatt hosszas országgyűlési pereskedések voltak, eredménytelenül.